# Động đất Mae Lao 2014
Động đất Mae Lao 2014 (tiếng Thái: แผ่นดินไหวในอำเภอแม่ลาว พ.ศ. 2557) là trận động đất xảy ra vào lúc 18:08 (UTC+7), ngày 5 tháng 5 năm 2014. Trận động đất có cường độ 6.1 richter, tâm chấn độ sâu khoảng 7,4 km. Hậu quả trận động đất đã làm 1 người chết, 32 người bị thương.